# 殷鏊
殷鏊（1467年—？），字文濟，南京羽林左衛軍籍，直隸丹陽縣人，明朝政治人物。

## 生平
弘治五年（1492年）壬子科應天府鄉試第一百三十五名舉人。弘治十五年（1502年）中式壬戌科會試第二百六十六名，二甲第九十三名進士。曾任山西蒲州知州。

## 家族
曾祖殷賢；祖父殷盛；父殷順，母郭氏。具庆下。弟銮、鑒。